# Tempo (álbum de Leonardo)
Tempo é o álbum de estreia em carreira solo do cantor Leonardo, lançado em 1999, ano seguinte ao da morte de seu irmão Leandro, com quem tinha a dupla sertaneja Leandro & Leonardo. A canção Mano é feita em homenagem a ele.
Quatro canções entraram na lista de 100 músicas mais tocadas no Brasil em 1999: "120... 150... 200 KM por Hora" (#16), "Mentira Que Virou Paixão" (#19), "Mano" (#75) e "Boto pra Remexer" (#84).
Ganhou o disco de diamante no Brasil.

## Faixas
| N.º | Título                                             | Compositor(es)                                                | Duração |  |
| 1.  | "Incerteza"                                        | Anísio Ramos, Billy Brasil, Negro Cosmo                       | 3:38    |  |
| 2.  | "Meu Grito de Amor" (participação de Alan Jackson) | Alan Jackson, César Augusto                                   | 4:33    |  |
| 3.  | "Mentira Que Virou Paixão"                         | César Augusto, Piska                                          | 4:22    |  |
| 4.  | "Boto pra Remexer"                                 | Antonio Luiz, Cecílio Nena, Lucas Robles                      | 3:13    |  |
| 5.  | "Será (L'Aurora)"                                  | Adelio Cogliati, Cláudio Rabello, Eros Ramazzotti, Nacho Mañó | 4:35    |  |
| 6.  | "Só o Tempo Vai Dizer"                             | Cecílio Nena, Reinaldo Barriga                                | 3:38    |  |
| 7.  | "Dez Segundos Pra Dizer Adeus"                     | Cecílio Nena, Juliano Vitor, Lucas Robles                     | 3:49    |  |
| 8.  | "Eu Vou Dar Um Tempo"                              | Antonio Luiz, Cecílio Nena                                    | 3:51    |  |
| 9.  | "Sai Tentação"                                     | Elias Muniz                                                   | 4:16    |  |
| 10. | "Nunca Mais"                                       | Elias Almeida, Juliano Vitor                                  | 4:20    |  |
| 11. | "120... 150... 200 KM por Hora"                    | Erasmo Carlos, Roberto Carlos                                 | 4:41    |  |
| 12. | "Namoro Novo"                                      | Nando Cordel                                                  | 3:22    |  |
| 13. | "Mano"                                             | Chitãozinho, Paulinho Rezende, Paulo Debétio, Xororó          | 4:13    |  |
| 14. | "Não Quero Ficar Mais Sozinho"                     | César Augusto; Zezé Di Camargo                                | 3:53    |  |
| 15. | "Na Curva da Estrada"                              | César Augusto, Piska                                          | 4:29    |  |
| 16. | "Amor de Trem"                                     | Alessandro                                                    | 3:30    |  |

## Certificações
| Brasil (ABPD)                             | Diamante | 1999 | 1.000.000* |
| *número de vendas baseado na certificação |          |      |            |